# Dieter Schubmann-Wagner
Klaus-Dieter Schubmann-Wagner (* 17. November 1950 in Herford) ist ein deutscher Jurist und Verwaltungsbeamter.

## Leben
Schubmann-Wagner studierte Rechtswissenschaft an der Westfälischen Wilhelms-Universität Münster. Er legte im Oktober 1976 die Erste Juristische Staatsprüfung in Hamm ab und bestand im April 1979 die Zweite Juristische Staatsprüfung in Düsseldorf. Im Anschluss trat er in den nordrhein-westfälischen Justizdienst ein und wurde im Juni 1979 Richter auf Probe in der ordentlichen Gerichtsbarkeit. Ab Januar 1984 war er als Richter am Amtsgericht Bielefeld tätig. Von Januar bis Dezember 1990 wurde er an das Oberlandesgericht Hamm abgeordnet und seit August 1994 war er als Richter am Amtsgericht ständiger Vertreter eines Direktors. Von September 1995 bis Februar 2000 wirkte er als Leiter der Arbeitsgruppe „Elektronische Grundbuch- und Registerführung“ im Justizministerium des Landes Nordrhein-Westfalen und von März 2000 bis Januar 2002 als Referatsleiter in der Vertretung des Landes Nordrhein-Westfalen beim Bund. Im September 2000 erfolgte seine Ernennung zum Direktor des Amtsgerichtes Herford.
Schubmann-Wagner amtierte von Januar bis November 2002 als Staatssekretär im Justizministerium des Landes Mecklenburg-Vorpommern und vom 25. November 2002 bis zum 30. Juni 2005 als Staatssekretär im Justizministerium des Landes Nordrhein-Westfalen.
Von 2006 bis 2009 war er Geschäftsführender Gesellschafter der NordWestConsult GmbH. Von 2008 bis 2018 praktizierte Schubmann-Wagner als Rechtsanwalt in Düsseldorf mit Zweigstelle in Bielefeld. Seit Beendigung seiner Tätigkeit als Rechtsanwalt ist er ehrenamtlich engagiert bei Lions Deutschland.
Dieter Schubmann-Wagner ist seit 1981 verheiratet und hat 5 Enkelkinder.